# 马鲁古鹿豚
馬魯古鹿豚（學名：Babyrousa babyrussa）又名馬魯古鹿豬。

## 分布
原產於印尼的孟格羅島、陶根島和蘇拉威西島。

## 特徵
皮膚呈灰色到褐色，幾乎沒有毛髮，四肢細而長。和其他鹿豚一樣，擁有兩對獠牙，獠牙穿過口鼻部，並且向後彎曲至前額，長度可達30公分；上獠牙十分易碎，且牙根鬆動，但是下獠牙卻十分強硬，適合雄性打鬥。體長1.2到1.4公尺。

## 行為
雄獸用下獠牙打鬥，並且摩擦樹幹以保持獠牙銳利。雌獸和幼獸組成最多8隻的族群，一起生活；雄獸則多半獨居。馬魯古鹿豚善於游泳，會游過島與島之間的海峽，到其他島嶼覓食。